# Nemacheilus barapaniensis
Nemacheilus barapaniensis är en fiskart som beskrevs av Menon, 1987. Nemacheilus barapaniensis ingår i släktet Nemacheilus och familjen grönlingsfiskar. Inga underarter finns listade i Catalogue of Life.